# Adicella linearia
Adicella linearia är en nattsländeart som beskrevs av Wolfram Mey 1997. Adicella linearia ingår i släktet Adicella och familjen långhornssländor. Inga underarter finns listade i Catalogue of Life.